# Tristan (film)
Pour les articles homonymes, voir Tristan.
Pour plus de détails, voir Fiche technique et Distribution.
Tristan est un film français réalisé par Philippe Harel, sorti en 2003.

## Synopsis
Une commissaire est chargée de l'enquête sur la mort de plusieurs jeunes femmes. Elle croit avoir cerné un tueur en série dénommé Tristan, mais tombe amoureuse de lui.

## Fiche technique
- Réalisation : Philippe Harel
- Scénario : Olivier Dazat
- Société de production : EuropaCorp
- Société de distribution : EuropaCorp Distribution (France)
- Genre : thriller
- Durée : 100 minutes
- Date de sortie : 
  -  France : 30 avril 2003

## Distribution
- Mathilde Seigner : Emmanuelle Barsac
- Jean-Jacques Vanier : Cadoret
- Jean-Louis Loca : Tristan
- Sandrine Le Berre : Christine
- Nicole Garcia : Mme Driant
- Daniel Cohen : le commissaire
- Michel Duchaussoy : monsieur Barsac
- Marie-Claude Mestral : madame Barsac
- Adina Cartianu : Nadia
- Monick Lepeu : Monique
- Benoît Ouvrier-Bonnaz : Jean-Pierre
- Didier Menin : l'homme marié
- Tonio Descanvelle : Nico le délinquant
- Alain Guillo : collègue 1
- Alexis Perret : collègue 2
- Patrice Minet : Le médecin légiste